# Biagio Buonaccorsi
Biagio Buonaccorsi (* vermutl. 1472; † nicht vor 12. Januar 1526)  war ein Amtsträger der Republik Florenz und Dichter. Er war von August 1498 bis zum Herbst 1512 in den Diensten seiner Vaterstadt und der Amtskollege sowie ein persönlicher Freund von Niccolò Machiavelli.

## Leben
Es ist nicht gesichert, in welchem Stadtteil von Florenz Biagio Buonaccorsi geboren wurde und aufwuchs. Anhand seiner persönlichen Notizen ist bekannt, dass er am 15. April 1495 Lessandra di Daniello Ficini († 1510) aus der Familie des unter Gelehrten hochreputierten Marsilio Ficino heiratete. Sein Vater verstarb im Dezember 1495. Das weitere Privatleben war tragisch, insofern es vom Tod vieler Kinder und vom Tod der abgöttisch geliebten Gemahlin überschattet wurde. Insgesamt war Buonaccorsi viermal verheiratet.
Der Kanzlei seiner Vaterstadt, in der seit dem Juni 1498 Niccolò Machiavelli als Zweiter Kanzler diente, stieß er im August des Jahres hinzu. Berufen wurde er von Antonio di Giovanni della Valle, dem Sekretär der beiden Kanzleien. Ab dem 22. Januar 1499 war er als Koadjutor des Ersten Kanzlers eingesetzt, also der Gehilfe von Marcello Virgilio Adriani. Vereinzelt nahm er auch Gesandtschaften wahr, etwa die Begleiterschaft von Francesco Soderini nach Frankreich vom September 1501 bis zum Sommer 1502. 

Nachdem die 1494 nach der Vertreibung der Medici rekonstituierte Republik im Spätsommer 1512 aufgrund der Rückkehr der Tyrannen gestürzt worden war, verlor Buonaccorsi neben Machiavelli im Spätherbst des Jahres seine Ämter. Später ist er lediglich als Gehilfe einer Legation vom Sommer 1515 dokumentiert und vermutlich aufgrund seiner schönen Handschrift für eine Begleiterschaft der neuen Machthaber bzw. ihrer Parteileute ausgewählt worden. Daneben gebührt Buonaccorsi einige Prominenz, da er Machiavellis Schrift „De principatibus“ („Der Fürst“) handschriftlich kopierte und – mehr als ein Jahrzehnt vor den Drucklegungen – zur Verbreitung beitrug.
Der Tod von Biagio Buonaccorsi wird auf Januar 1526 oder kurz danach datiert. Zu diesem Zeitpunkt, am 12. Januar, brach sein persönliches Erinnerungs- und Haushaltsbuch mit dem letzten Eintrag ab.